# Museu de Arte Contemporânea Nadir Afonso
O Museu de Arte Contemporânea Nadir Afonso (MACNA) é um museu de arte contemporânea situado na cidade de Chaves, em Portugal. Foi inaugurado em julho de 2016, encontrando-se instalado num edifício projetado pelo arquiteto Álvaro Siza Vieira.

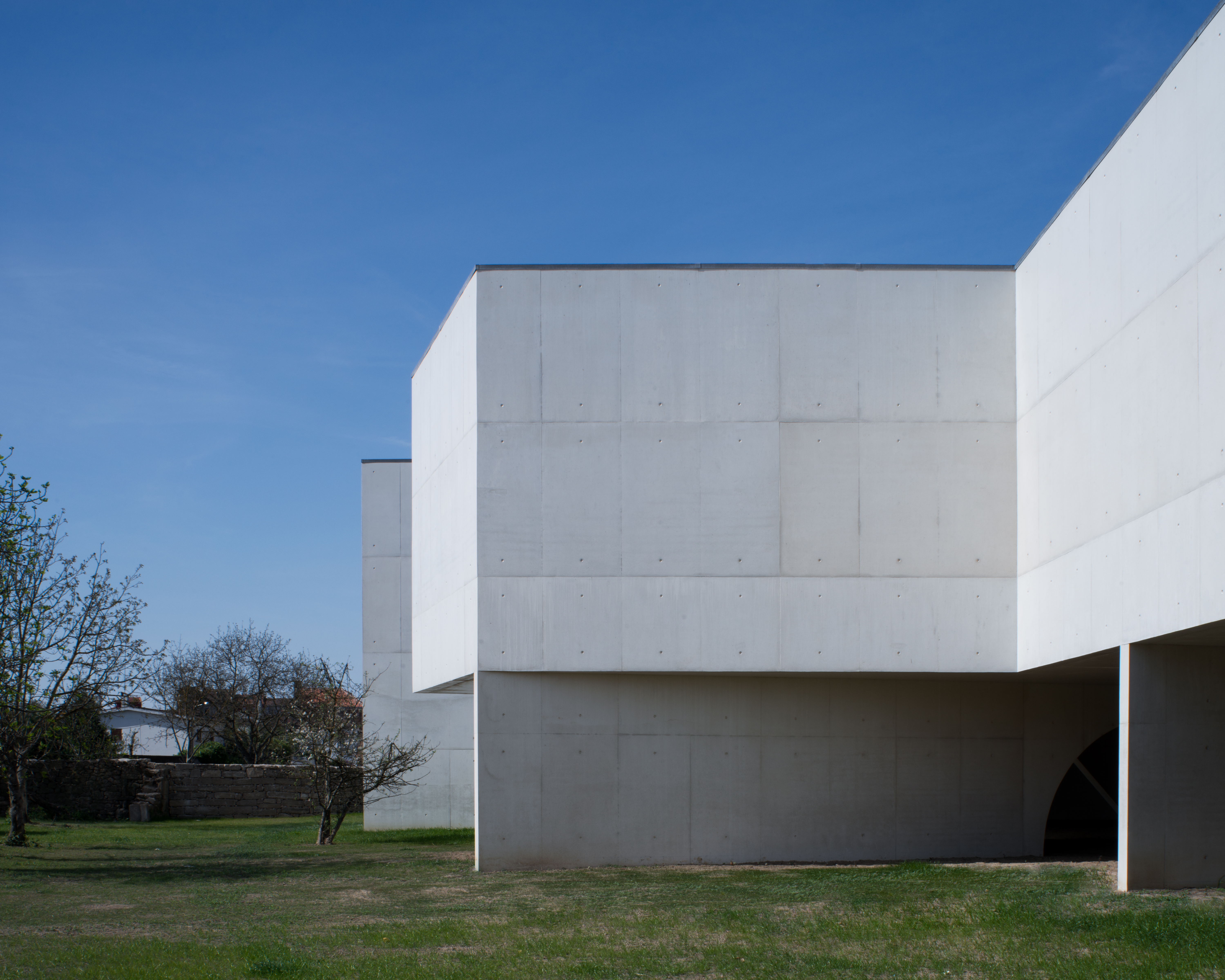
MACNA, pormenor do alçado nascente fotografado a partir do norte.

O MACNA, um museu municipal administrado pela Câmara Municipal de Chaves, exibe em permanência obras do pintor Nadir Afonso e apresenta ainda outras obras de arte contemporânea em regime de exposições temporárias.
Entre outros espaços, cujo acesso poderá ser restrito, o edifício é constituído por um foyer, uma biblioteca, um auditório para cerca de cem pessoas, um bar e quatro salas de exposição.

## Imagem Institucional
2016 — O arquiteto Álvaro Siza Vieira concebe o logótipo do museu; a designer Joana Coelho concebe um cartaz alusivo ao museu.
2017 — O escultor e designer João Machado concebe dois cartazes alusivos ao museu.
2018 — O arquiteto e designer André Chiote concebe um cartaz alusivo ao museu.

## Acervo
O acervo nuclear do MACNA é constituído pelas quinze obras, sobre tela e aglomerado de madeira, que Nadir Afonso doou ao Município de Chaves em 1982 e então ficaram depositadas no Museu da Região Flaviense.
Já no século XXI foram celebrados dois protocolos, um em 2002, entre a Câmara Municipal de Chaves (CMC) e Nadir Afonso, outro em 2015, entre a CMC e a Fundação Nadir Afonso, visando instituir o MACNA e constituir um outro fundo de obras de Nadir Afonso a depositar no museu.
Em setembro de 2017 foi anunciada a doação ao MACNA de mais de vinte óleos sobre tela, e doze cadernos de esboços, da pintora Ema Berta.
Em dezembro de 2018 foi anunciada a doação de obras de Cristina Valadas e João Ribeiro ao MACNA.
Em abril de 2019 a Ministra da Cultura, Graça Fonseca, anunciou que uma parte do acervo do Museu Nacional de Arte Contemporânea (MNAC) transitaria para o MACNA, funcionando como "um pólo do Museu do Chiado".
Em janeiro de 2020, a escultura Daphne, de João Cutileiro, passou a estar em exibição no MACNA.
Em janeiro de 2020, o escultor australiano Peter Rosman doou ao MACNA as obras ATM8 e Tatlin's Trolley, exibidas em 2017 na Bienal de Veneza, e a obra voyage [sic].
Atualmente o acervo do MACNA integra, por aquisição, doação ou depósito, obras nas áreas do cartaz (André Chiote, Joana Coelho, João Machado), da escultura (Carlos Barreira, Carlos Pinheiro, João Cutileiro, João Machado e Peter Rosman), da fotografia (Jorge Campos Macedo) bem como na área da pintura e do desenho (Ângelo de Sousa, Armanda Passos, Cristina Valadas, Ema Berta, João Ribeiro, José Rodrigues, Jorge Pinheiro, Júlio Pomar, Nadir Afonso, Paulo Quintas, Teresa Magalhães e Vieira da Silva).

## Exposições
2016 — Nadir Afonso: Chaves para uma Obra, Julho de 2016 a junho de 2017.
2017 — Corpo, Abstração e Linguagem na Arte Portuguesa: Obras em depósito da Secretaria de Estado da Cultura na Coleção de Serralves, abril a outro de 2017.
2017 — Nadir Afonso: Arquitectura sobre Tela, junho de 2017 a fevereiro de 2020.
2017 — João Machado: Arte da Cor, outro de 2017 a abril de 2018.
2018 — Mesa dos Sonhos: Duas Colecções de Arte Contemporânea (Fundação Luso-Americana para o Desenvolvimento e Museu de Serralves), abril a outro de 2018.
2018 — Ema Berta: A Luminosa Exaltação das Sombras, outro de 2018 a abril de 2019.
2018 — Três Gerações da Escultura e Pintura Portuguesas: Carlos Barreira, Cristina Valadas, João Ribeiro, outro de 2018 a abril de 2019.
2019 — Helena Almeida: Habitar a Obra, maio a outro de 2019.
2019 — Registos de Luz — Pintura Impressionista de Sousa Lopes: A Coleção do MNAC (1900–1950), novembro de 2019 a junho de 2020.
2020 — Nadir Subjectum, março a novembro de 2020.
2020 — Paula Rego: O Grito da Imaginação, julho a outro de 2020.
2020 — O Pequeno Mundo: Obras da Coleção da Caixa Geral de Depósitos / Culturgest, novembro de 2020 a fevereiro de 2021.
2020 — Nadir Afonso: Entre o Local e o Global, dezembro de 2020 a dezembro de 2021.
2021 — Teresa Magalhães: A Invenção da Vida, abril a agosto de 2021.

## Artistas em exposições individuais
2016 — Nadir Afonso.
2017 — Nadir Afonso; João Machado.

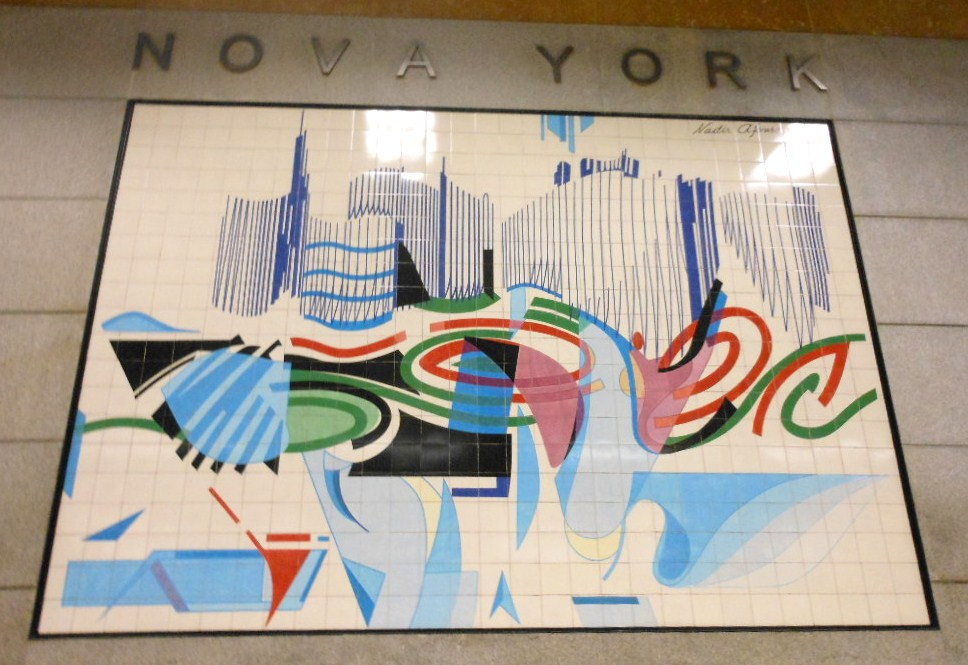
Um dos seis painéis azulejares concebidos por Nadir Afonso para a estação dos Restauradores do Metropolitano de Lisboa.

2018 — Nadir Afonso; João Machado; Ema Berta.
2019 — Nadir Afonso; Ema Berta; Helena Almeida.
2020 — Nadir Afonso; Paula Rego.
2021 — Nadir Afonso; Teresa Magalhães.

## Artistas em exposições coletivas
2017 — Corpo, Abstração e Linguagem na Arte Portuguesa: Alberto Carneiro, Álvaro Lapa, Ângelo de Sousa, António Campos Rosado, António Dacosta, António Palolo, António Sena, Eduardo Batarda, Fernando Lanhas, Graça Morais, João Vieira, Joaquim Rodrigo, Jorge Martins, José de Carvalho, José de Guimarães, José Loureiro, José Pedro Croft, Julião Sarmento, Júlio Pomar, Lourdes Castro, Manuel Baptista, Manuel Rosa, Nikias Skapinakis, Paula Rego, Pedro Cabrita Reis, Pedro Calapez, René Bertholo.
2018 — Mesa dos Sonhos — Duas Colecções de Arte Contemporânea: Alberto Carneiro, Alicia Framis, Ana Jotta, Blinky Palermo, Dimitrije Basicevic Mangelos, Gabriel Orozco, Gabriela Albergaria, Giovanni Anselmo, Helena Almeida, James Lee Byars, Joaquim Bravo, Joel Fisher, José Pedro Croft, Julião Sarmento, Leonor Antunes, Luísa Correia Pereira, Marcelo Cidade, Pedro Cabrita Reis, Pedro Portugal, Silvia Bächli.
2018 — Três Gerações da Escultura e Pintura Portuguesas: Carlos Barreira, Cristina Valadas, João Ribeiro.
2019 — Registos de Luz — Pintura Impressionista de Sousa Lopes: A Coleção do MNAC (1900–1950): Abel Manta, Adriano de Sousa Lopes, Almada Negreiros, Amadeo de Souza-Cardoso, António Dacosta, Arlindo Rocha, Cândido Costa Pinto, Carlos Botelho, Carlos Reis, Columbano Bordalo Pinheiro, Dominguez Alvarez, Dórdio Gomes, Eduardo Viana, Fernando Lanhas, Fernando Lemos, João Hogan, Jorge Barradas, Jorge Vieira, José Malhoa, Júlio Pomar, Manuel Filipe, Marcelino Vespeira, Mário Cesariny, Nadir Afonso.
2020 — O Pequeno Mundo: Obras da Coleção da Caixa Geral de Depósitos / Culturgest: Álvaro Lapa, Ana Hatherly, Ana Jotta, Ana Vieira, Ângelo de Sousa, António Sena, Gonçalo Barreiros, Hugo Canoilas, Joaquim Bravo, Joaquim Rodrigo, Jorge Molder, Jorge Pinheiro, Jorge Queiroz, José Pedro Croft, Julião Sarmento, Lourdes Castro, Luísa Correia Pereira, Pedro Casqueiro, Pedro Sousa Vieira, René Bertholo, Rui Chafes, Rui Sanches, Susanne Themlitz, Vítor Pomar.

## Protocolos de cooperação
Em 2017, no âmbito da exposição João Machado: Arte da Cor, foi estabelecido com a Nascente Cooperativa de Acção Cultural, C.R.L., de Espinho, um protocolo de cooperação visando a exibição, durante o triénio 2018–2020, de vários conjuntos de filmes do Cinanima, Festival Internacional do Cinema de Animação.
O primeiro ciclo desta série decorreu no MACNA durante os meses de fevereiro e março de 2018, tendo decorrido o segundo durante os meses de maio e junho de 2019.
A 29 de junho de 2019, a Ministra da Cultura, Graça Fonseca, deslocou-se a Chaves para estar presente na assinatura do protocolo, entre o MACNA e o Museu Nacional de Arte Contemporânea / Museu do Chiado, que prevê a cedência de algumas obras do MNAC/MC para serem exibidas em permanência no MACNA.
A 15 de julho de 2019, o Novo Banco Cultura e a Câmara Municipal de Chaves assinaram um protocolo que prevê a exibição permanente, a partir desta data, de cinco obras do património NB Cultura no MACNA. Este protocolo contempla a exibição de obras de Ângelo de Sousa, Jorge Pinheiro, Júlio Pomar, Paulo Quintas e Vieira da Silva.

## Galardões e Distinções
2017 — O edifício do MACNA foi selecionado como um dos 40 finalistas internacionais candidatos ao prémio de arquitetura Mies van der Rohe.
2018 — O MACNA foi galardoado com os prémios Melhor Empreendimento do Ano e Melhor Equipamento Coletivo, atribuídos pela revista Magazine Imobiliário na sua gala realizada em 3 de abril.
2018 — O MACNA integra os equipamentos culturais seleccionados, entre 182 candidaturas, como 49 pré-finalistas do prémio Sete Maravilhas de Portugal à Mesa.
2018 — O MACNA integra os equipamentos culturais seleccionados, entre 182 candidaturas e 49 pré-finalistas, como um dos 14 finalistas do prémio Sete Maravilhas de Portugal à Mesa. 
2018 — O cartaz concebido para a exposição João Machado: Arte da Cor foi galardoado internacionalmente com Medalha de Ouro no 2019 Poster Annual — GRAPHIS.

## Destaques na Comunicação Social
2016 — Em junho, antecedendo a inauguração do MACNA, Álvaro Siza Vieira e Eduardo Souto de Moura, os dois arquitetos portugueses galardoados com o Prémio Pritzker, debatem em Chaves as características do edifício.
2016 — Em julho, a inauguração do MACNA é noticiada no site da Presidência da República  e nos principais meios de comunicação nacionais.
2016 — Em julho, o MACNA surge em destaque num artigo da edição brasileira da revista ArchDaily.
2019 — A exposição A Luminosa Exaltação das Sombras, de Ema Berta, serve de fundo à atuação de Maria Aleixo e Margarida Dias, duas bailarinas flavienses seleccionadas para a final do Youth America Grand Prix, a realizar nos EUA, em reportagem realizada pela RTP.
2019 — Em junho (RTPÁfrica) e novembro (RTP2), o MACNA e o arquiteto Álvaro Siza Vieira estão em destaque num episódio da série documental semanal Atelier d'Arquitetura, estreada na RTP em 7 de abril de 2019.
2019 — Em novembro, o MACNA surge em destaque num artigo da revista brasileira Arquitextos / Vitruvius. 
2019 — Em dezembro, o MACNA é referido por António Augusto Joel e João Machado na publicação nova-iorquina Graphis Journal # 362. 

## Obras editadas pelo MACNA
2016 — Bernardo Pinto de Almeida (coord.), Nadir Afonso: Chaves para uma Obra. Chaves: Câmara Municipal de Chaves / Fundação Nadir Afonso. 
2017 — António Choupina (coord.), Nadir Afonso: Arquitectura sobre Tela. Chaves: Câmara Municipal de Chaves / Fundação Nadir Afonso.
2017 — António Augusto Joel, João Machado (coord.), João Machado: Arte da Cor. Chaves: Câmara Municipal de Chaves. 
2018 — António Augusto Joel (coord.), Três Gerações da Pintura e Escultura Portuguesas: Carlos Barreira, Cristina Valadas, João Ribeiro. Chaves: Câmara Municipal de Chaves.
2018 — António Augusto Joel, Ema Berta (coord.), Ema Berta: A Luminosa Exaltação das Sombras. Chaves: Câmara Municipal de Chaves.
2019 — António Augusto Joel, Nadir Afonso — A Geometria como Universo. Chaves: Câmara Municipal de Chaves.
2020 — António Quadros Ferreira (coord.), Nadir Subjectum. Chaves: Câmara Municipal de Chaves.

## Catálogos e Livros do MACNA em Bibliotecas Internacionais
Para além de poderem ser consultados na Biblioteca Nacional de Portugal, no âmbito do depósito legal, e na Biblioteca de Arte da Fundação Calouste Gulbenkian, em Lisboa, alguns dos catálogos e livros editados pelo MACNA, na sua versão em papel, podem também ser consultados nas seguintes bibliotecas internacionais:
ALEMANHA
Bayerische StaatsBibliothek, München.
Sächsische Landesbibliothek — Staats — und Universitätsbibliothek Dresden, Dresden.
Zentralinstitut für Kunstgeschichte Bibliothek, München.
CANADÁ
University of Toronto, Robarts Library, Toronto.
EUA
Art Institute of Chicago, Ryerson & Burnham Libraries, Chicago, Illinois.
Brigham Young University, Harold B. Lee Library, Provo, Utah.
Columbia University in the City of New York, Columbia University Libraries, NYC, New York.
Metropolitan Museum of Art, Thomas J. Watson Library, NYC, New York.
National Gallery of Art Library, Washington, D.C.
Ohio State University, University Libraries, Columbus, Ohio.
Princeton University Library, Princeton, New Jersey.
Stanford University Libraries, Stanford, Califórnia.
The Getty Research Institute Library, Los Angeles, Califórnia.
University of California at Berkeley Library, Berkeley, Califórnia.
University of Illinois at Urbana Champaign, Urbana, Illinois.
University of Michigan, Ann Harbor, Michigan.
Yale University Library, New Haven, Connecticut.
FRANÇA
Institut National d'Histoire de l'Art, Paris.
REINO UNIDO
National Art Library, Victoria and Albert Museum, London.

## Ligações Externas
- Site oficial do MACNA: https://macna.chaves.pt/
- Site oficial de Nadir Afonso: https://www.nadirafonso.com/